# Siparuna bifida
Siparuna bifida är en tvåhjärtbladig växtart som först beskrevs av Poepp. & Endl., och fick sitt nu gällande namn av A. Dc.. Siparuna bifida ingår i släktet Siparuna och familjen Siparunaceae. Inga underarter finns listade i Catalogue of Life.